# Crataegus punctata
Espèce
Statut de conservation UICN

 LC  : Préoccupation mineure
Statut CITES
Crataegus punctata est une espèce de plantes à fleurs de la famille des Rosaceae. Elle est connue sous le nom commun d'aubépine ponctuée (en français). C'est une aubépine originaire d’Amérique du Nord (est des États-Unis et est du Canada).

## Dénomination
Crataegus punctata est surnommée « white haw » (en anglais), « haie blanche » (en français). Ce nom fait référence à son écorce pâle (grise) remarquable, particulièrement visible dans le paysage hivernal. Certaines sources prétendent qu'il s'agit de la fleur de l'État du Missouri, la législation actuelle n'identifie pas une espèce exacte. En outre, le ministère de la Conservation du Missouri affirme que Crataegus mollis a été spécifiquement désignée comme fleur d'État.

## Description
Bien que de nombreuses aubépines nord-américaines soient polyploïdes et se reproduisent par apomixie, cette espèce est apparemment diploïde, du moins dans tout l'Ontario, au Canada. La plante est un buisson ou un petit arbre atteignant environ 7 mètres de hauteur, très épineux, notamment sur son tronc. La fleur possède trois à cinq styles et environ 20 étamines. Le fruit est de type piridion, sorte de drupe qui contient trois à cinq noyaux. La couleur de l'anthère varie du violet foncé au rouge en passant par le rose et le blanc ; la couleur du fruit mûr peut être bordeaux foncé, écarlate, jaune ou jaune avec une joue rouge.
|                             |
| Fleurs à anthères blanches. |

|                                 |
| Fruits de différentes couleurs. |